# Stazione di Nasushiobara
La Stazione di Nasushiobara (那須塩原駅?, Nasushiobara-eki) è una stazione ferroviaria della città di Nasushiobara, nella  prefettura di Tochigi della regione del Tōhoku utilizzata dai servizi del Tōhoku Shinkansen e dalla linea principale Tōhoku.

## Linee
East Japan Railway Company
■ Tōhoku Shinkansen
■ Linea Utsunomiya (servizio)

## Struttura
La stazione è composta di due sezioni, una in superficie per le linee Tōhoku regionali, e una su viadotto per l'alta velocità Tōhoku Shinkansen. La prima è dotata di un marciapiede laterale e uno a isola con tre binari passanti, e la seconda ha la stessa configurazione, con l'aggiunta di due binari (3 e 4) al centro per il passaggio ad alta velocità dei treni non fermanti a Nasushiobara.
| 1-2 | Tōhoku Shinkansen  | per Kōriyama, Sendai, Morioka e Shin-Aomori      |
| 1-2 | Tōhoku Shinkansen  | per Ōmiya, Ueno e Tokyo                          |
| 5   | Tōhoku Shinkansen  | per Ōmiya, Ueno e Tokyo                          |
| 7   | ■ Linea Utsunomiya | per Kuroiso, Shirakawa, Kōriyama e Fukushima     |
| 8   | ■ Linea Utsunomiya | per Kuroiso, Shirakawa, Kōriyama e Fukushima     |
| 8   | ■ Linea Utsunomiya | per Utsunomiya, Ōmiya, Ueno, Shinjuku e Yokohama |
| 9   | ■ Linea Utsunomiya | per Utsunomiya, Ōmiya, Ueno, Shinjuku e Yokohama |

## Stazioni adiacenti
| «                 | Servizio         | »                |
| Linea Utsunomiya  | Linea Utsunomiya | Linea Utsunomiya |
| ----------------- | ---------------- | ---------------- |
| Nishi-Nasuno      | -                | Kuroiso          |
| Tōhoku Shinkansen |                  |                  |
| Utsunomiya        | -                | Shin-Shirakawa   |